# Epipedocera laticollis
Epipedocera laticollis là một loài bọ cánh cứng trong họ Cerambycidae.